# Neoitamus angusticornis
Neoitamus angusticornis là một loài ruồi trong họ Asilidae. Neoitamus angusticornis được Loew miêu tả năm 1858. Loài này phân bố ở vùng Cổ Bắc giới.

## Hình ảnh

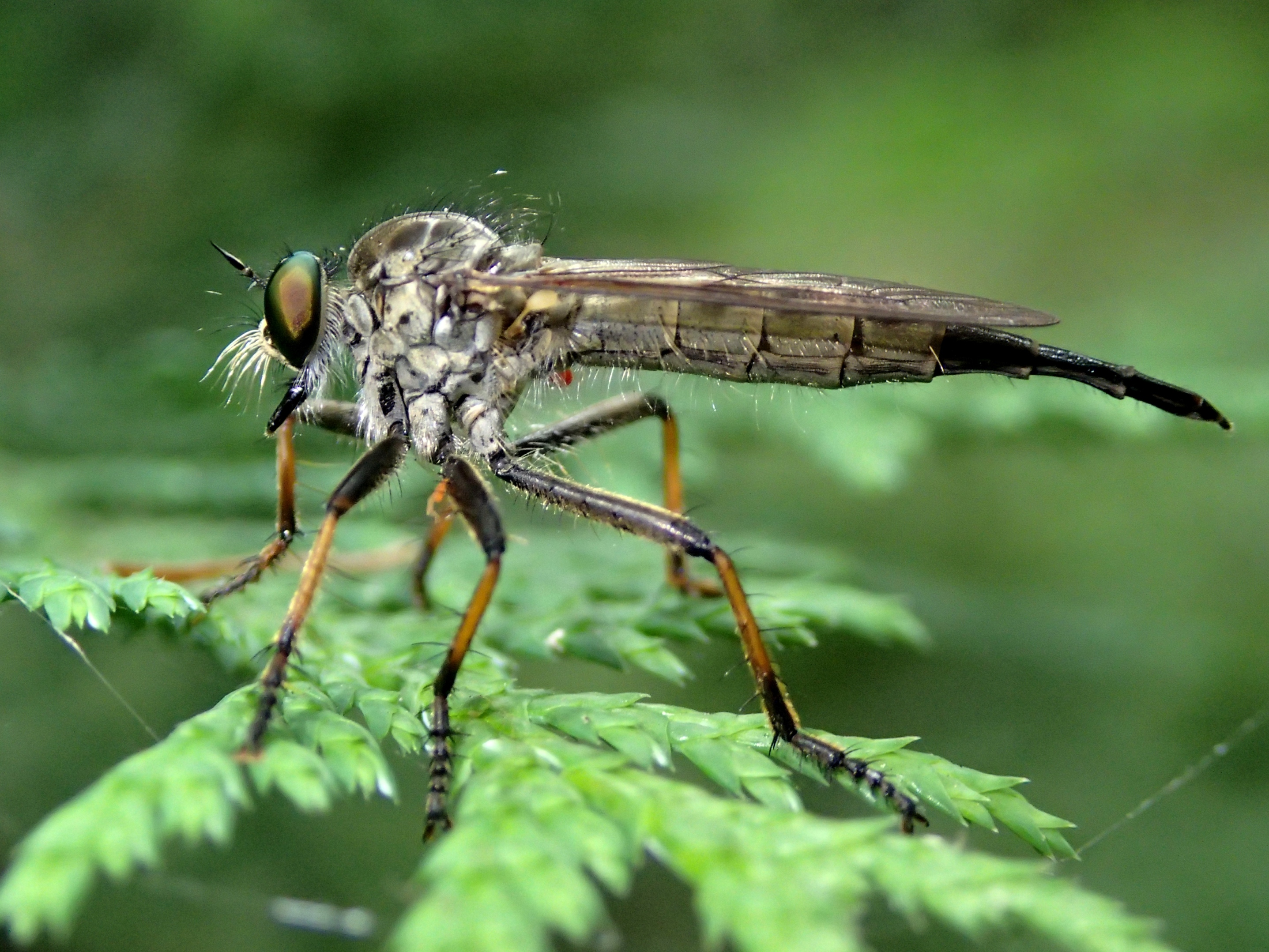
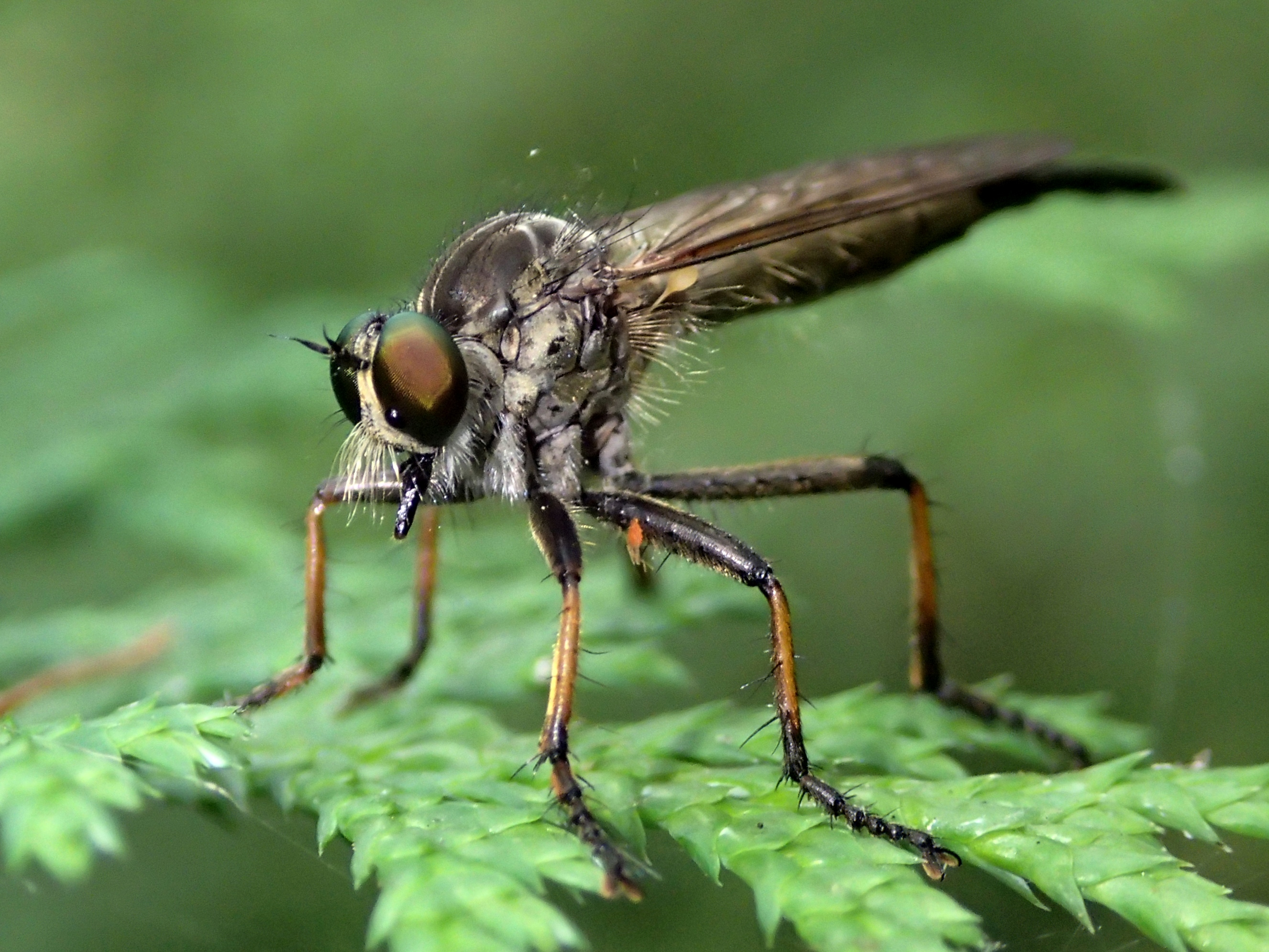